# Wilson (hrabstwo St. Croix)
Wilson – wieś w Stanach Zjednoczonych, w stanie Wisconsin, w hrabstwie St. Croix.